# Ilha Richards
A Ilha Richards (Richards Island) é uma ilha desabitada do Ártico do Canadá, pertencente aos Territórios do Noroeste, Canadá. É a 196.ª maior ilha do mundo) e a 35.ª do Canadá.

## Geografia
Está situada muito próxima da fronteira ocidental com o Alasca, no delta do rio Mackenzie, sendo a maior ilha do estuário. Está separada de terra,no seu extremo oriental pelo canal principal do Mackenzie, e no ocidental pelo canal Reindeer.
Com 2165 km², é uma ilha muito baixa, de tipo estuarino, atravessada por pequenos canais, pântanos e centenas de pequenos lagos e lagoas (com média de 33 ha). Comprida de 100 km E-W e 40-50 km de largura, é difícil precisar os seus limites. A costa norte está exposta às águas do Mar de Beaufort, um dos braços do oceano Ártico.
Na zona há importantes jazidas de petróleo e gás natural.